# Мур, Натаниэль
Натаниэль Фиш «Нэтэн» Мур второй (англ. Nathaniel Fish "Nathan" Moore II; 31 января 1884, Чикаго, Иллинойс — 9 января 1910, Чикаго, Иллинойс) — американский гольфист, чемпион летних Олимпийских игр 1904.
На Играх 1904 в Сент-Луисе участвовал в двух турнирах. В командном он занял 28-е место, и в итоге его команда стала первой и выиграла золотые награды. В одиночном разряде он занял 19-е место в квалификации, но пройдя в плей-офф, закончил соревнование уже во втором раунде.